# 手機 (2006年小說)
《手機》（英語：Cell）是美國小說家史蒂芬·金於2006年所寫的長篇驚慄小說。該小說於美國現被改編成電影於2016年7月8日在美國上映。

## 劇情概要
任職漫畫家的柯雷·瑞岱爾在波士頓第一次成功向分行商推銷他的漫畫作品，打算買一份禮物回到家鄉送給已經分居的妻子。但在波士頓的大街上，大部分的行人突然像發了瘋，開始襲擊其他行人。這時柯雷遇到另外兩位正常人湯姆及愛麗絲，他們發現出現異常的人之前都曾經使用手機，於是決定回到柯雷的家鄉，看看柯雷的家人有沒有問題。
在路上他們遇到喬丹和查爾斯，他們觀察到手機瘋子有著某種的心靈力量，提議將所有正在休息的手機瘋子燒死。他們的確燒死了當地的手機瘋子，但另一批手機瘋子已經趕到，並利用心靈力量將他們趕向北方。查爾斯在這次事件中死了，其他人則向北行。在路上他們遇到另一批燒死手機瘋子的正常人，他們亦被迫往北走。去到目的地後，他們再次用炸藥炸死了大部分的手機瘋子，而剩下的手機瘋子因變異過程出現異常，世界得以回復平靜，柯雷亦可以找回自己的兒子。

## 與史蒂芬·金其他作品的關聯

### 關聯
- 用聲音訊號摧毀人的大腦的方法，很接近尼爾·史蒂芬森（Neal Stephenson）所著的《潰雪》。其中一個角色喬丹在書中提到他時表示他「真的太神了」。
- 《襤褸人》（The Raggedy Man）是美國詩人詹姆斯·惠特康姆·賴利（James Whitcomb Riley）所著的一首詩。
- 故事中，史蒂芬·金提到了圓柏丘療養院（Juniper Hill，又譯為杜松嶺），該療養院曾在《牠》、《必需品專賣店》等多個作品中被提到。
- 柯雷的兒子強尼在緬因州的張伯倫鎮就讀中學，張伯倫鎮是《魔女嘉麗》的故事背景。
- 故事提到卡什瓦克附近有個名為TR-90的未劃定區，TR-90是《一袋白骨》的故事背景。
- 故事中，教頭稱他的花園為勝仗花園，在《火燄》（Blaze（英语：Blaze (novel)））中的孤兒院賀頓之家也有勝仗花園。
- 故事中多次提到密克馬克印地安人（Micmac Indians，又譯米克馬克印地安人），米克馬克古葬場是《寵物墳場》中，能使死去的生物再度復活的墳場。
- 故事後段，一行人在爆炸中看見一個完成了一半的兒童遊戲機，名為「噗噗查理小火車」。《噗噗查理》是《黑塔III 荒原的試煉》中扮演吃重角色的圖畫書。而柯雷所畫的漫畫《暗世遊俠》的主角雷依·戴門（Ray Damon）和《黑塔》主角羅蘭·德斯欽（Roland Deschain）擁有共同的字母縮寫。

### 其他關聯
- 故事角色校長查爾斯·亞爾戴（Charles Ardai）是由當時出版史蒂芬·金所著的《科羅拉多小子》（The Colorado Kid）的出版社的創辦人命名的。

## 反應
本書廣泛地獲得好評。《出版者周刊》表示本書“說服力高、充滿科技恐懼、且善於描繪文明末日”並以充滿“輕鬆詼諧”的角度觀察社會行為模式。史蒂芬·金作品研究者貝芙·文生表示：“在許多方面來說，這是本黑暗、充滿勇氣的悲劇小說，和他的另一本史詩級鉅作《末日逼近》形成明顯的對比。”

## 命名競投
為籌款支持美國憲法的第一修正案計劃，一眾美國暢銷小說家包括史蒂芬·金將著作角色的命名權拍賣，手機中的角色命名權拍賣於2005年9月於ebay上進行，結果一名來自羅德岱堡的女書迷帕姆·亞歷山大（Pam Alexander）以25100美元投得。亞歷山大小姐將這分殊榮送給了她的弟弟雷依·惠堅卡（Ray Huizenga）。在故事中，他是另一批群體殺手中的一個，懂一些關於炸藥的東西。出現不久後，犧牲了自己，並留了個對付手機人的計畫給主角一行人。。

## 改編電影
由《鬼入鏡》導演陶德·威廉斯執導，約翰·庫薩克、山繆·傑克森和伊莎貝拉·傅爾曼主演。電影於2016年7月8日在美國有限上映。